# ジェラルド・ド・クルシー (第19代キングセール男爵)
第19代キングセール男爵ジェラルド・ド・クルシー（英語: Gerald de Courcy, 19th Baron Kingsale PC (Ire)、1700年 – 1759年12月1日）は、アイルランド貴族。

## 生涯
マイルズ・ド・クルシー（Miles de Courcy、第15代キングセール男爵パトリック・ド・クルシーの息子）とエリザベス・サドリア（Elizabeth Sadleir、アンソニー・サドリアの娘）の息子として、1700年に生まれた。
1720年に伯父ジョンの息子アルメリカスが死去すると、キングセール男爵の爵位を継承した。1721年10月2日、アイルランド貴族院に自身の議席を承認するよう請願を出し、貴族院は10月4日に全会一致でそれを認めた。これにより、キングセール男爵は翌日にアイルランド貴族院議員に就任した。
1744年1月23日にアイルランド枢密院の枢密顧問官に任命され、1748年に300ポンドの年金を与えられた。
1759年12月1日に死去、息子に先立たれたため祖父パトリックの弟デイヴィッドの曾孫にあたるジョン・ド・クルシーが爵位を継承した。

## 家族
1725年5月13日、ロンドンでマーガレッタ・エッシントン（Margaretta Essington、1702年頃 – 1750年9月16日埋葬、ジョン・エッシントンの娘）と結婚、下記の子女をもうけた。
- メアリー（1726年4月1日 – ?） - 1751年3月28日、ジョン・オグレイディー（John O'Grady）と結婚、子供あり
- エリザベス・ジェラルディナ（Elizabeth Geraldina、1729年11月12日 – ?） - 1751年、ダニエル・マッカーティー（Daniel McCarty、1763年9月没）と結婚、子供あり
- エレノア・エリザベス・アン（1732年12月8日 – ?） - 生涯未婚
- ジョン・エッシントン（1731年4月26日洗礼 – ?）